# Un frammento d'impero
Un frammento d'impero (Обломок империи, Oblomok imperii) è un film muto del 1929 diretto da Fridrich Markovič Ėrmler.

## Trama
La Russia si ritira dalla prima guerra mondiale in seguito alla rivoluzione del 1917, le immagini iniziali del film sono celate da ombre e luci, una barella dopo l’altra con le vittime che si susseguono, soldati che abbandonano il campo di battaglia, montagne di stivali tolti ai guerrieri morti, ma anche le occasioni che hanno dato modo di fraternizzare. Si allude alle visioni confuse di un uomo che perde la memoria nella guerra civile che segue la rivoluzione d’ottobre tra i Bianchi e i Bolscevichi. Agghiacciante la scena dove Filomov, lo smemorato, si attacca alla mammella di una cagna insieme alla cucciolata e con il soldato bianco che uccide la cagna per puro sadismo privando lui e la cucciolata del nutrimento. Dopo dieci anni Filimov è a Pietrogrado, diventata Leningrado, ritrova il padrone della fabbrica dove lavorava e rintraccia la moglie che già aveva intravisto come un miraggio affacciata al finestrino di un treno accompagnata con un uomo. L’uomo è il tipico funzionario che spaccia quelle parole d’ordine sterili che affossano ogni ideale, questo ci comunica il film in modo chiaro e anche con quel certo humour che scaturisce dal contrasto tra la macchietta dell’intellettuale organico e l’operaio.  Il padrone della fabbrica dove aveva lavorato per molti anni, che il reduce ritrova per mettersi a sua disposizione,  non è più il padrone, è gestita da comitati di fabbrica. Tutto è cambiato, moderno, la nuova Unione Sovietica comunque lo integra attraverso vari passaggi e incontri con persone conosciute in precedenza. Filimov intende recuperare il suo matrimonio, intanto il funzionario si rivela sempre più brutale, il film termina proprio nella casa che Natal’ja condivide con questo nuovo marito, Valerij, da quattro anni. La donna è combattuta, il finale è sospeso nel cuore di Natal’ja, tra l’accettazione della situazione presente e il rifiuto totale che può mettere in atto ritrovando Filimov.

## Critica
«Si tratta di un'opera di qualità eccezionale, di cui è elemento importante la profondità psicologica del protagonista. Belle le immagini dei proiettori che scrutano le grandi distese nevose e la notte della memoria. Rapidi i montaggi per la descrizione della nuova Unione Sovietica».
Quest'opera rivela il regista lettone «anche all'attenzione dei critici dei paesi occidentali dove viene proiettata sia pure in una edizione mutilata col titolo L'homme qui a perdu la mémoire. Dopo questo film Ermler abbandona la regia per alcuni anni».